# Lampang
Lampang (in thailandese ลำปาง) è una città maggiore (thesaban nakhon) della Thailandia. Il territorio comunale occupa per intero i sottodistretti Wiang Nuea, Suan Dok, Sop Tui e parte di quelli di Hua Wiang, Phichai, Chomphu, Phrabat e Bo Haeo, facenti parte del Distretto di Mueang Lampang, che è capoluogo della Provincia di Lampang. È la terza più popolata città della Thailandia del Nord. Altri nomi tradizionali di Lampang sono Wiang Lakon and Khelang Nakhon.

## Geografia fisica

### Territorio
Lampang si trova nella valle del fiume Wang, compresa tra le catene dei monti Khun Tan, ad ovest, e dei monti Phi Pan Nam ad est. La città moderna si è sviluppata sulla riva meridionale del fiume, che è un affluente del Chao Phraya, mentre quella antica si trova sulla riva settentrionale.

### Clima
Il clima è più secco di quelli che caratterizzano le province vicine. La stagione fresca comincia di solito a novembre, dopo le piogge, e dura fino a marzo. In tale periodo, di notte raramente la temperatura scende sotto i 10 gradi e può calare la nebbia, mentre le giornate sono soleggiate e asciutte. Sempre nella stagione fresca, la diffusa pratica del debbio nei campi attorno alla città causa foschia e disturbi respiratori.
La stagione secca inizia a marzo e finisce a giugno, con temperature che ad aprile toccano i 40 gradi e con temporali isolati, talvolta accompagnati da grandinate.
La stagione delle piogge va da giugno a novembre, ma anche a maggio vi sono significative precipitazioni piovose. Le piogge sono meno forti di quelle che affliggono le province vicine, e rare sono le alluvioni.

## Storia
Secondo le cronache semi-leggendarie Camadevivamsa, tra il VII e l'VIII secolo la vicina Hariphunchai (l'odierna Lamphun) fu fondata dalla regina Jamadevi, figlia del re di Lavo (l'odierna Lopburi). Il Regno di Lavo era uno degli Stati della federazione mon Dvaravati, che aveva diffuso il Buddhismo Theravada nella valle del Chao Phraya. Jamadevi ebbe due gemelli, uno le succedette sul trono di Hariphunchai e l'altro fu posto sul trono della vicina Khelang, chiamata oggi Lampang.
Verso la fine del XIII secolo, nel giro di pochi anni, prima Hariphunchai e poi Khelang furono conquistate da Re Mangrai e divennero parte del neonato Regno Lanna. Nel 1515, l'esercito siamese del Regno di Ayutthaya guidato dal Re Ramathibodi II espugnò la città. Tornata a far parte del territorio di Lanna, Lampang ne seguì le sorti quando il regno fu assoggettato nel 1557 dal Re Bayinnaung del Regno di Toungoo, diventando tributario dei birmani.
Nel 1765, da Lampang partì una delle quattro armate impiegate dai birmani per cingere d'assedio ed espugnare Ayutthaya nel 1767, ponendo fine all'antico regno siamese. Nel XVIII secolo, durante una rivolta di Lampang guidata dal locale eroe Nan Thip Chang, il locale governatore birmano fu assassinato. Tale ribellione fu di aiuto ai siamesi per sottrarre al controllo dei birmani il Regno Lanna, e i discendenti di Nan Thip Chang governarono la regione fino all'annessione al Siam di Lanna durante il regno di Re Chulalongkorn (Rama V). Tra i discendenti di Nan Thip Chang vi fu il principe Kawila, che nel 1774 cospirò contro il governo birmano di Lampang e unì le proprie truppe all'esercito siamese. La spedizione ebbe successo e Kawila fu nominato Re di Lampang, governatore della città per conto del Regno di Thonburi del Siam.